# 김성기 (축구 선수)
김성기(金聖基, 1988년 10월 23일 ~ )는 재일 한국인 축구 선수로, 포지션은 수비수이며 그의 형은 전 쇼난 벨마레의 골키퍼 김영기이다.

## 구단 경력
2011년 세레소 오사카 소속으로 프로에 입문했으나 2012 시즌 단 3경기 출장에 그쳤고 2013년 비셀 고베에서 9경기에 출전한 뒤 2014 시즌을 앞두고 J2리그의 미토 홀리호크로 이적 후 50경기에 출전했다.
이후 2016 시즌을 앞두고 마치다 젤비아로 이적한 김성기는 이적 후 32경기에 출전하여 J2리그 2016 7위의 팀 성적에 이바지한 뒤 후지에다 MYFC를 거쳐 2019년 일본 지역 리그의 도치기 시티와 입단 계약을 체결했다.

## 국가대표팀 경력
2010년 북한 A대표팀에 첫 합류한 후 2010년 AFC 챌린지컵 본선 엔트리에 발탁되어 북한의 사상 첫 AFC 주관 대회 우승에 일조했고 2019년 AFC 아시안컵 본선 엔트리에 합류하였으나 팀은 3전 전패의 처참한 성적으로 대회를 마감했다.

## 수상

### 국가대표팀
조선민주주의인민공화국
- AFC 챌린지컵 : 우승 (2010)